# 希格斯玻色子的實驗探索

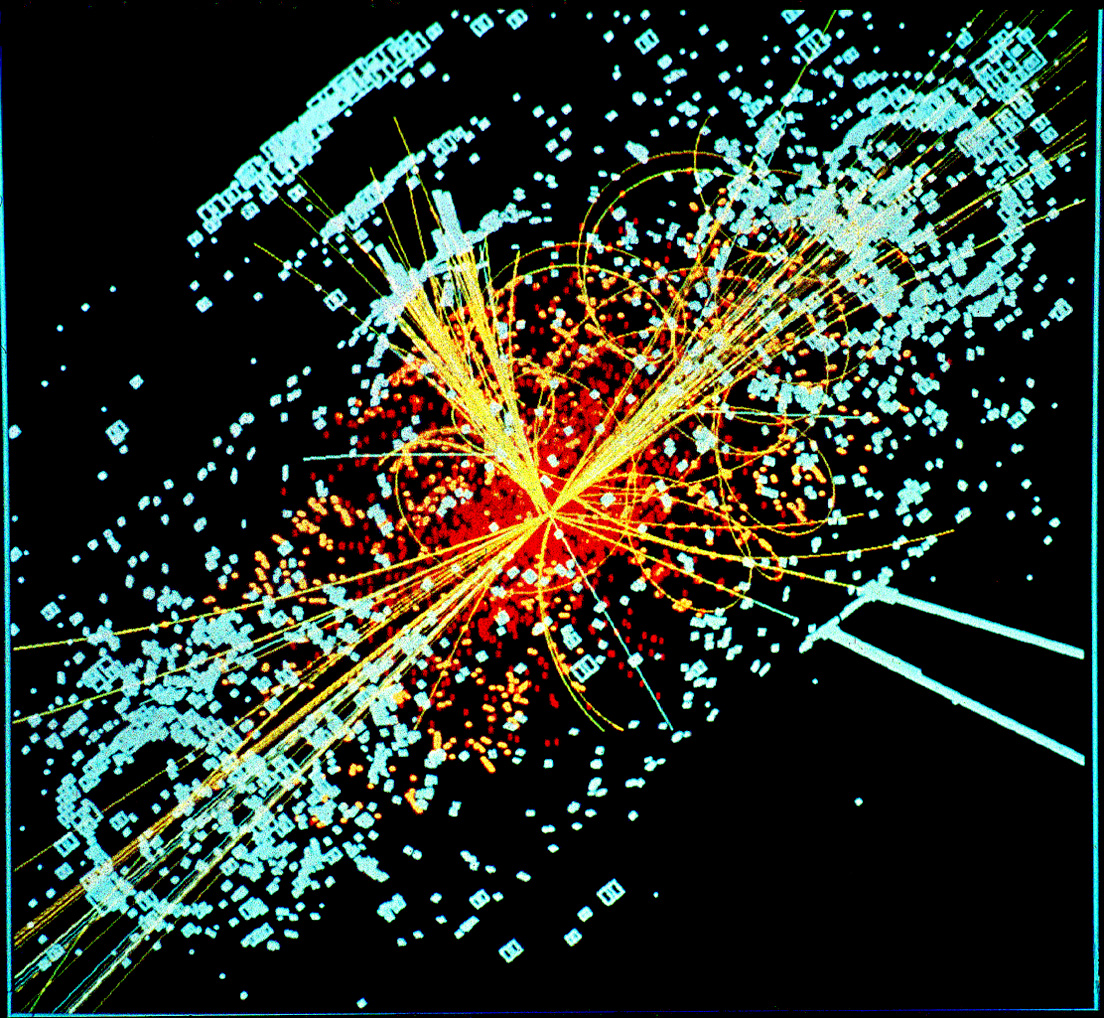
電腦模擬繪製的希格斯玻色子出現事件。

希格斯玻色子的實驗探索（search for the  Higgs boson）指的是從實驗中證實希格斯玻色子存在與否？這是一個極為重要的基礎物理問題。物理學者花費四十多年時間尋找它。至今為止，全世界最昂貴、最複雜的實驗設施之一，大型強子對撞機（LHC），其建成的主要目的之一就是尋找與觀察希格斯玻色子與其它種粒子。2012年7月4日，歐洲核子研究組織（CERN）宣布，LHC的緊湊渺子線圈（CMS）探测到质量为125.3±0.6GeV的新玻色子（超過背景期望值4.9个标准差），超環面儀器（ATLAS）测量到质量为126.5GeV的新玻色子（5个标准差），这两種粒子极像希格斯玻色子。2013年3月14日，歐洲核子研究組織發表新聞稿正式宣布，先前探測到的新粒子是希格斯玻色子，並且暫時確認具有偶宇稱與零自旋，這是希格斯玻色子應該具有的兩種基本性質，但有一部分實驗結果不盡符合理論預測，更多數據仍舊等待處理與分析。
2013年10月8日，因為“次原子粒子質量的生成機制理論，促進了人類對這方面的理解，並且最近由歐洲核子研究組織屬下大型強子對撞機的超環面儀器及緊湊緲子線圈探測器發現的基本粒子證實”，弗朗索瓦·恩格勒、彼得·希格斯榮獲2013年諾貝爾物理學獎。
本篇文章從下段落起，將希格斯玻色子簡稱為「希子」。

## 科學重要性
在學術界裏，發現希子存在極其重要，物理學者可以用現有知識與技術檢驗希子的性質，研究整個希格斯區的理論：
- 核對標準模型：在標準模型的各種延伸模型或替代模型之間做選擇：假若希格斯場存在，則從測量其性質，可以決定哪一種更進階的延伸模型應被建議或排除。物理學者普遍認為，後標準模型物理（physics beyond the standard model）已開始成型，在某個傳承點，標準模型必須被延伸或取代。希子物理有可能會是開啟這新物理的一扇大門，尋找暗物質、超對稱、額外維度等等的蛛絲馬跡，[6]:268給出可觀的證據指引研究者怎樣航行於新物理。
- 研究對稱性破缺怎樣在電弱相互作用裏發生：低於某極端高溫，電弱對稱性破缺促使電弱相互作用呈現為短程的弱作用力，倚賴帶質量規範玻色子來傳遞。假若不存在這機制，人類宇宙不可能存在，因為原子與其它種物質不可能形成。但是，物理學者並不清楚宇宙是否真的曾經發生過這種事。對於這論題，標準模型的說明是否正確？是否能夠實際做實驗測量，從中獲得更多明確證據？假若打破電弱對稱性的不是希格斯場，那麼到底是甚麼？
- 研究基本粒子怎樣獲得質量：根據標準模型，電弱對稱性破缺促使基本粒子，像基本費米子、W玻色子、Z玻色子，獲得質量。在粒子物理學裏，明白這些基本粒子怎樣獲得質量是一件特別基要的研究項目。

注意到希格斯場並不是以無中生有這種方式生成質量，這會違反能量守恆定律。希格斯場也不是所有粒子質量的生成因素。按照希格斯機制，原本質量是以能量形式儲存於希格斯場，當粒子與希格斯場耦合時，勢能被傳輸給粒子，以質量的形式呈現於粒子。
- 證實標量場存在：證實像希格斯場一類的標量場存在是粒子物理學的一大發現。歐洲核子研究中心主任羅爾夫-迪特爾·霍耶爾在2011年一場演講時表示：[9]

"所有物質粒子都是自旋為1/2的費米子，所有作用力載子都是自旋為1的玻色子。希子是自旋為0的玻色子（標量粒子）。希子既不是物質，又不是作用力。希子與眾不同、獨樹一格。這將會是第一個被發現的基本標量粒子。物理學者認為希格斯場散佈於整個宇宙。它是否能夠給出研究暗能量（標量場）的某種把柄？"
- 研究宇宙暴脹：物理學者已詳細研究希格斯場與暴脹場彼此之間的關係。暴脹場是一種假定存在的量子場，可以解釋在大爆炸之後的10-33至10-32秒之間（暴脹時期）的空間急速暴脹。某些理論建議，或許基本標量場造成了這現象。希格斯場是基本標量場，因此有論文分析它是否就是暴脹場。這些特別具有揣測性的理論首先必須克服關於么正性（unitarity）一類的問題，仍有一大段路要走，在被學術界接受之前。

繪圖顯示，宇宙是否穩定，還是只是長壽泡沫，這要依希子與頂夸克的質量而定。直至2012年為止，從兆電子伏特加速器與大型強子對撞機實驗數據得到的2σ橢圓，仍舊允許這兩種可能結局。

- 研究宇宙的本質與未來命運：已經很多年了，描述宇宙的科學模型都會將宇宙的亞穩定性（metastability）納入考量，也就是說，宇宙很可能擁有很長的壽命，但並不是完全穩定，空間某些區域可能在未來某個時刻被摧毀，因此倒塌成為一種更加穩定的真空態。[11]假若能夠更準確地知道希子與頂夸克的質量，假若標準模型能夠正確地描述粒子的物理行為甚至到普朗刻尺度的極端能量，則對於宇宙的現有真空態是否穩定，還是只是壽長這問題，可以通過仔細分析得到答案。[12][13]（有時候，這會被誤報為「希子終結了宇宙」。[15]）。質量大約在125 – 127 GeV值域內的希子似乎非常接近分割穩定區域與亞穩定區域的邊界。[10]更明確答案仍需等待更準確地測量頂夸克的極點質量（pole mass）。[10]

假若測量希子得到的結果建議，宇宙的真空是一種假真空（false vacuum），則這意味著當今宇宙的作用力、粒子、架構可能不再存在，在幾十億年之後，可能會被另外一種宇宙全盤替代，假若它能夠成核。準確測量頂夸克質量可能需要新一代高端精密的正負電子對撞機
- 研究真空能量：真空能量指的是真空所含有的能量密度。有些物理學者認為，真空能量的一部分是由希格斯場給出數值大於零的真空能量趨向於擴展宇宙。天文學者發現，宇宙呈加速膨脹。他們估算，真空能量密度大約為10-4電子伏特每立方公分。但是，理論數值是這實驗結果的10120倍。這差異稱為真空災變，是當今物理理論的重大瑕疵。為什麼理論數值如此龐大？從研究希格斯場和其所載有的能量，可以幫助了解真空能量。[6]:254-256

## 實驗探索
如同其它帶質量粒子（例如，頂夸克、W及Z玻色子）的衰變行為，希子會在非常短暫時間內衰變成其它粒子，因此無法做實驗直接觀測到希子。但是，標準模型精確地預言所有可能衰變方式與其對應或然率，假若能夠仔細檢驗碰撞的衰變產物，就可以追蹤希子的生成與衰變。1980年代，隨著不斷發展的粒子加速器的建成，實驗探索開始釋出關於希子的訊息。
由於假定存在的希子的可能質量值域非常寬廣，需要建造很多尖端設施來進行實驗探索。這包括功能強大的粒子加速器、偵測。另外，還需要高功能電腦設施來處理與分析大量數據。所有可能質量都必須一個值域一個值域的仔細檢驗，逐漸縮緊探索範圍。
實驗探索的當前目標是找到可能是希子的粒子。假若能夠找到這粒子，下一步是仔細研究其性質，查明是否與標準模型預言的希子性質相同。假若性質相同，則可以證實新粒子的確是希子；否則，可能是生成截面不同，或者是衰變分支比（branching ratio）不同，那麼就必須將標準模型加以修正。

### 早期限制
1970年代早期，關於希子存在的限制屈指可數。從核子物理實驗、中子星實驗、中子散射（neutron scattering）實驗，並沒有觀測到與希子相關的效應，因此可以推論出這些限制，它們排除希子質量少於18.3 MeV。

### 早期對撞機現象學
1970年代中期，一些探討希子怎樣從粒子碰撞實驗中顯露出來的理論研究報告開始出現。可是，撰寫這些報告的物理學者，並沒有對實際找到希子寄予很大的期望，他們警告：
我們或許應該帶著歉意與謹慎結束這篇論文。我們對於實驗者表示抱歉，因為我們尚未搞清楚希子的質量……我們不清楚希子與其它粒子之間的耦合，我們只知道這些耦合很小。因此，我們不願意鼓勵進行大規模實驗來探索希子，但是我們覺得，有些實驗可能會遭遇到希子，做這些實驗的人們應該知道希子會怎樣出現。
在那時，物理學者沒有任何關於希子質量的線索。理論分析只給出了一個從
10 GeV到1000 GeV的非常寬廣的值域，沒有給出任何指示應該往哪裡探索。

### 大型正负电子对撞机

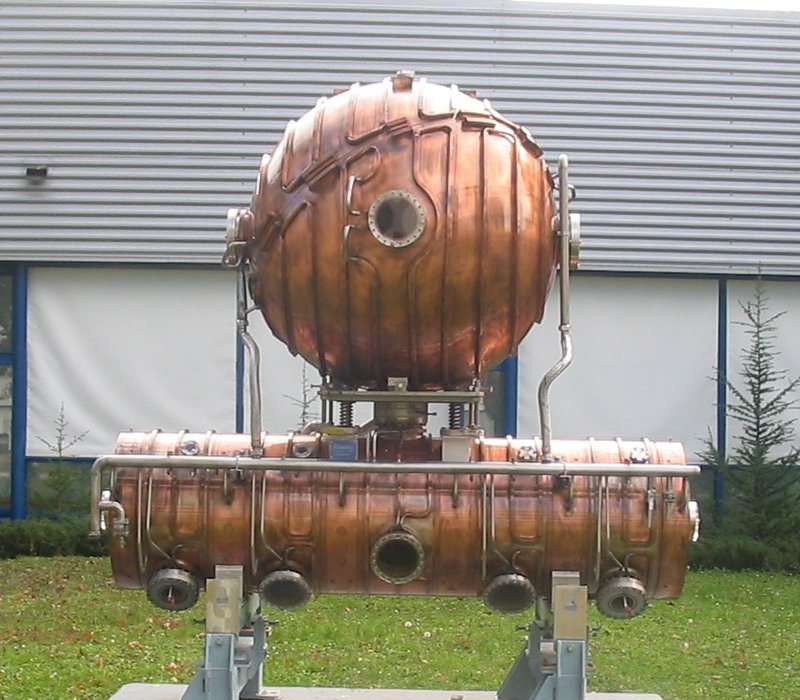
曾經在大型正負電子對撞機立下無數汗馬功勞的的一台老式射頻腔（RF cavity），現正展覽於CERN的小宇宙科學館（Microcosm）。

在1989年大型正负电子对撞机（LEP）開始運作以前，實驗探索只能在質量低於幾個GeV的值域尋找希子。最初，大型正负电子对撞机將電子與正電子分別加速至45.5 GeV，質心能量大約為Z 玻色子的質量91 GeV。後來，又逐步增加能量，於2000年達到209 GeV。:12-14
大型正负电子对撞机主要是通過希子制動輻射製造希子與Z玻色子：:401-405
{\displaystyle e^{+}e^{-}\to ZH} ；
其中，{\displaystyle e^{+}} 、{\displaystyle e^{-}} 、{\displaystyle Z} 、{\displaystyle H} 分別是正電子、電子、Z玻色子、希子。
假若質量低於135 GeV，希子最常衰變為底夸克反底夸克對，因此，大型正负电子对撞机主要尋找的最終態拓撲為:12-14
1. {\displaystyle Z\to f{\overline {f}},\qquad H\to b{\overline {b}}} 、
2. {\displaystyle Z\to \nu {\overline {\nu }},\qquad H\to b{\overline {b}}} ；

其中，{\displaystyle f} 、{\displaystyle b} 、{\displaystyle \nu }  分別為費米子、底夸克、微中子，反粒子標記為上方加橫槓的對應粒子符號。
到公元2000年為止，大型正負電子對撞機並沒有找到希子的確切存在證據，這是因為它的專長是精密測量粒子的性質。根據大型正負電子對撞機所收集到的數據，標準模型希子的質量下限被設定為114.4 GeV，置信水平95%。這實驗曾經偵測到一些特別值得注意的超額事件。這些事件可以被詮釋為質量約為115 GeV（稍微大於下限截止值質量）的希子事件，可惜由於事件數量不夠，無法做定論。為了要建築下一代對撞機大型強子對撞機，於2000年，大型正負電子對撞機停止運作。大型正负电子对撞机停止運作。兆電子伏特加速器與大型強子對撞機仍舊繼續這種縮小與排除可能值域的方法。

### 兆電子伏特加速器

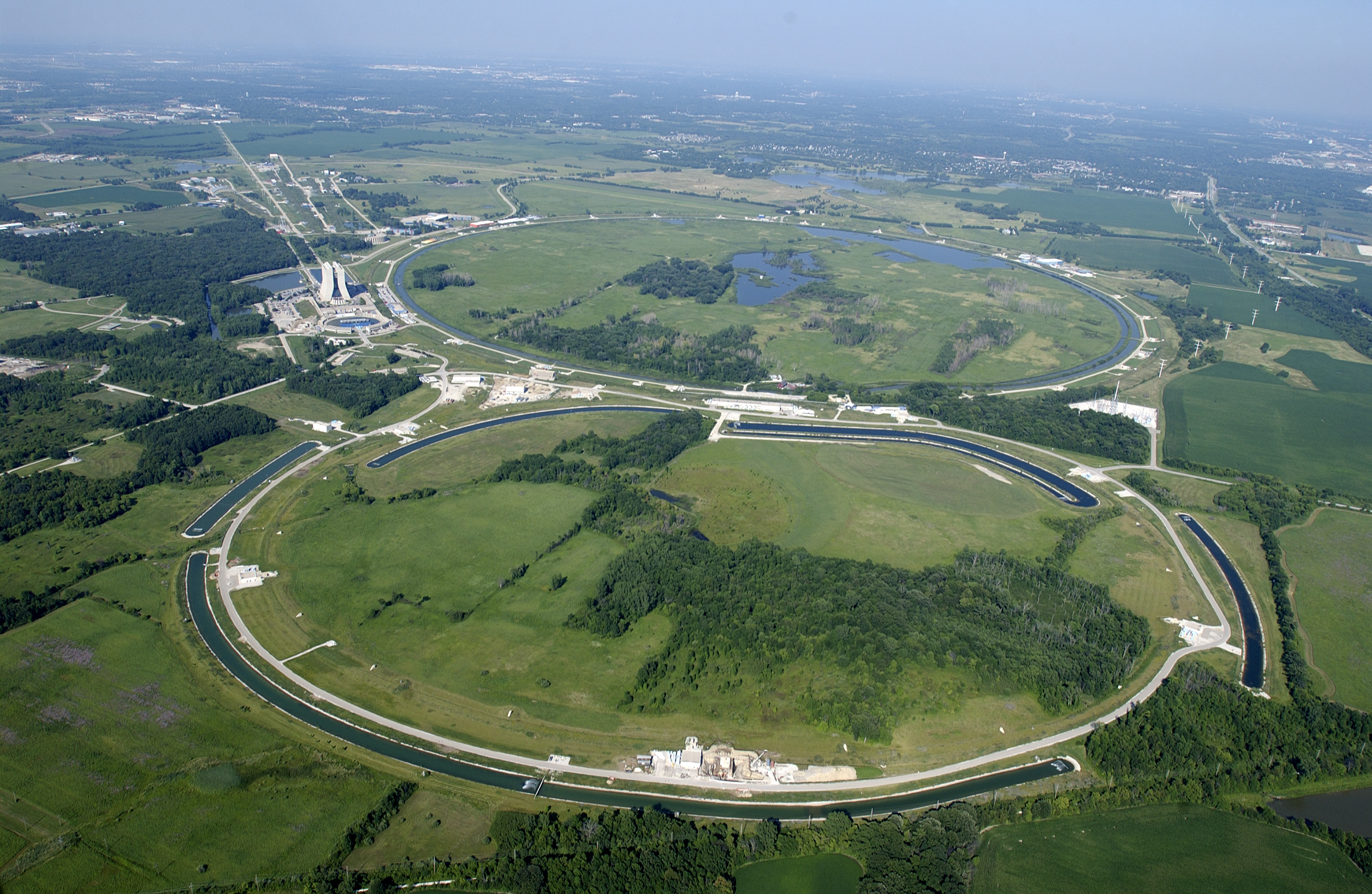
兆電子伏特加速器鳥瞰圖。

費米實驗室的兆電子伏特加速器將質子束與反質子束分別加速至980 GeV，在CDF偵測器和DØ偵測器裏對撞，然後研究所有發生的物理現象，這包括尋找希子。在質量低於135 GeV值域，由於量子色動力學背景雜訊太大，不能採用膠子融合（{\displaystyle gg\to H\to b{\overline {b}}} ）為偵測途徑，最靈敏的偵測途徑是通過希子制動輻射製成希子:14-15

{\displaystyle p{\overline {p}}\to WH} 、
{\displaystyle p{\overline {p}}\to ZH} ，
其中，{\displaystyle p} 是質子。
希子、W玻色子或Z玻色子分別會衰變為
{\displaystyle H\to b{\overline {b}}} 、
{\displaystyle W\to \ell {\overline {\nu }}_{\ell }} 、
{\displaystyle Z\to \ell {\overline {\ell }}} ；
其中，{\displaystyle \ell } 是輕子，{\displaystyle \nu } 是微中子。
藉著W玻色子或Z玻色子的輕子衰變，可以濾除量子色動力學背景雜訊，篩選出 {\displaystyle b{\overline {b}}} 訊號。
對於希子衰變，產物的質量越大，則耦合常數越強（呈線性或平方關係）。:401-405因此，在遵守質能守恆的前提下，它比較傾向於衰變為質量較大的粒子。在質量高於135 GeV值域，主要的衰變模式為
{\displaystyle H\to W^{+}W^{-}} 。
對於這種衰變模式，兆電子伏特加速器是靠著希子制動輻射製造希子，另外，還靠著膠子融合製造希子：
{\displaystyle gg\to H} ；
其中，{\displaystyle g} 是膠子。
2010年1月，CDF實驗團隊和DØ實驗團隊宣布，所搜集到的數據足以排除希子的質量在162-166 GeV以內，置信水平95%。同樣實驗團隊於2010年7月表示，排除希子的質量在158-175 GeV以內，置信水平95%。
2011年7月發表結果，延伸這排除值域至156-177 GeV，置信水平95%；另外，在值域125-155 GeV內，發現少許超額事件（大約1個標準差）。
2011年12月22日，DØ實驗團隊发表有关最小超对称标准模型（Minimal Supersymmetric Standard Model， MSSM）希子的的最严限制：对于 90-300 GeV 希子质量，已設定产生MSSM希子的tanβ上限；特別是對於 180 GeV 以下的的希子质量，排除 tanβ>20-30（tanβ是兩個希格斯二重態真空期望值的比率）。
2012年7月2日，DØ與CDF實驗團隊宣布，進一布分析使他們更加有信心。他們排除希子的質量在100-103 GeV、147-180 GeV以內，置信水平95%。在能量115–140 GeV之間區域，超額事件的統計顯著性為2.5個標準差，這對應於在550次事件中，有一次事件是歸咎於統計漲落。這結果仍舊未能達到5個標準差，因此不能夠作定論。
歷經多年運作，兆電子伏特加速器只能對於更進一步排除希子質量值域做出貢獻，由於能量與亮度無法與建成的大型強子對撞機競爭，於2011年9月30日除役。

### 大型強子對撞機

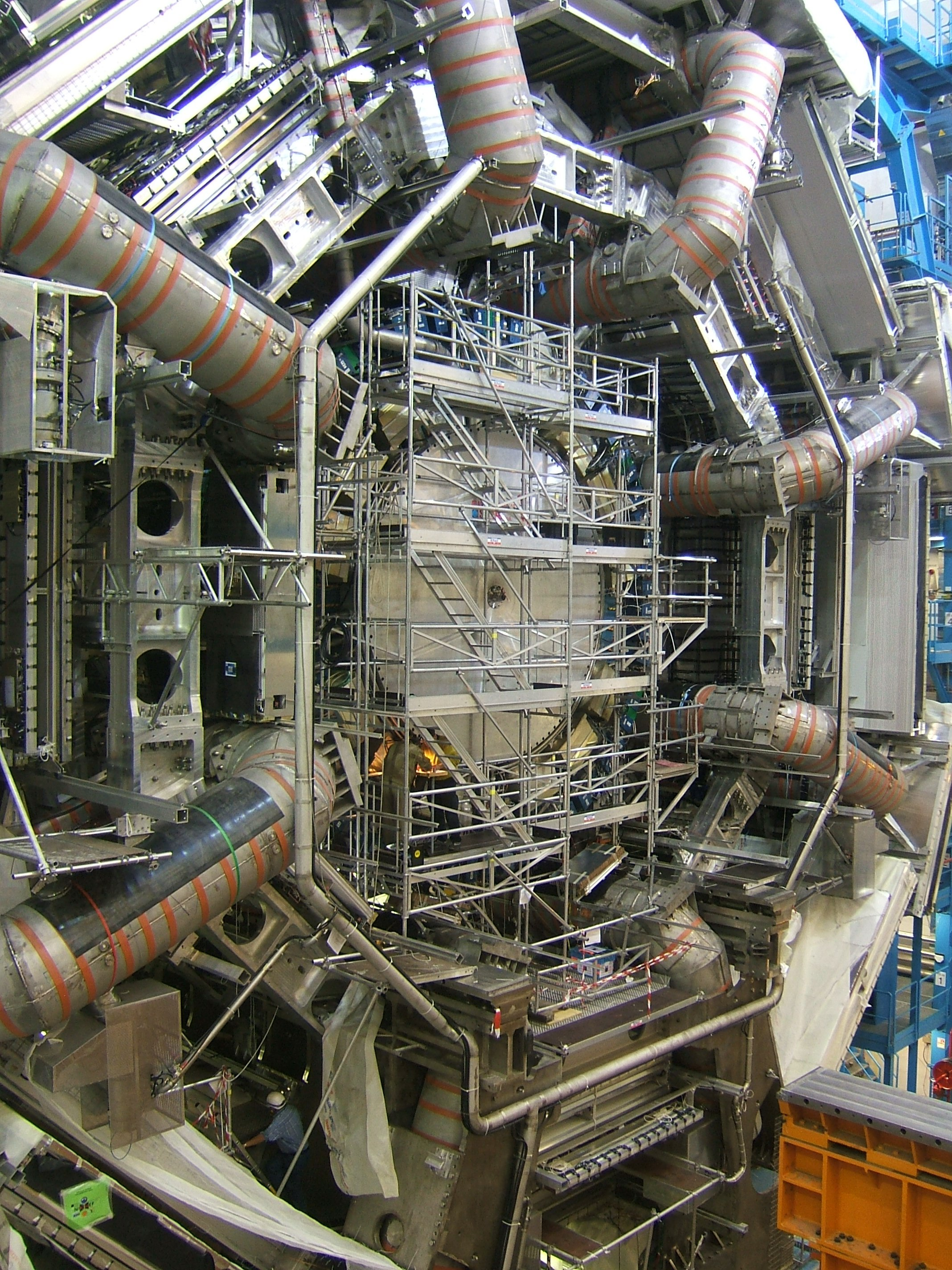
拍攝於2006年11月，正在建造中的外表油漆了橘色條紋圖案的ATLAS环状磁鐵系統是由一系列正八邊形內金屬架與外金屬架共同鞏固與支撐。

大型強子對撞機與兆電子伏特加速器都是重子對撞機，它們的運作性質很類似。重子對撞機所遇到的問題比大型正负电子对撞机複雜。由於涉及到的質子是複合粒子，而不是單純的電子和正電子，重子對撞機要處理更多其它物理過程所造成的背景事件。
大型強子對撞機可以將兩個相互對撞的質子束分別加速至4 TeV，更高的能量可以觀測到更多的物理現象。大型強子對撞機主要是靠著膠子融合製造希子：
{\displaystyle gg\to H} ；
其中，{\displaystyle g} 是膠子。
前段所敘述的希子制動輻射（WH或ZH）也是重要機制，另外，還有弱玻色子融合、頂夸克融合。:20-21
假若質量大於200 GeV，則希子主要會衰變為兩個W玻色子或Z玻色子，這些規範玻色子又會輕子衰變：:20-21
{\displaystyle H\to W^{+}W^{-}\to \ell ^{+}\nu \ell ^{-}\nu } 、
{\displaystyle H\to ZZ\to \ell ^{+}\ell ^{-}\ell ^{+}\ell ^{-}} 。
假若質量小於120 GeV，則希子主要的衰變道為:20-21
{\displaystyle H\to \gamma \gamma } 、
{\displaystyle H\to b{\overline {b}}} 、
{\displaystyle H\to \tau ^{+}\tau ^{-}} ；
其中，{\displaystyle \gamma } 是光子，{\displaystyle \tau } 是陶子。
在這5種衰變道之中，比較重要的是「雙光子道」（{\displaystyle H\to \gamma \gamma }）和「四輕子道」（ {\displaystyle H\to ZZ}），從這些衰變道可以準確地測量出粒子質量。由於W玻色子會輕子衰變成一個輕子與對應的微中子，而微中子無法被偵測，所以，{\displaystyle WW} 道的衰變輕子能量訊號比較寬廣。雖然 {\displaystyle b{\overline {b}}} 道的截面很高，由於量子色動力學背景雜訊也很高，必須特別處理伴隨的W玻色子或Z玻色子衰變數據，才能觀測到正確的 {\displaystyle b{\overline {b}}} 訊號。:20-21
2008年9月10日，大型強子對撞機正式開始調試運作。9天後，在暖機過程時，發生磁體失超事件，使得收集實驗數據被迫延遲14個月至2009年11月。工程師調查出肇因是磁鐵與磁鐵之間電接連缺陷，引起機械性損毀與氦氣被釋入大型強子對撞機隧道。修理耗費了幾個月時間，電路缺陷偵測系統與快速失超控制系統的功能也被大幅度提升。
自2010年3月30日開始3.5 TeV粒子束能量運作之後，大型強子對撞機越加緊鑼密鼓地進行數據搜集與分析。
到2011年7月為止，從超環面儀器實驗得到的結果，排除標準模型希子的質量在155-190 GeV以內，置信水平95%；從緊湊緲子線圈實驗得到的結果，排除標準模型希子的質量在149-206 GeV以內，置信水平95%。超環面儀器實驗團隊在同報告裏表示，可能已偵測到希子的蹤跡，在低質量值域120−140 GeV，偵測到超額事件，大約超過背景數量期望值2.8個標準差。
12月13日，超環面儀器實驗團隊和緊湊緲子線圈實驗團隊发布对希子的阶段性侦测结果：“如果希子存在，則其質量应在115-130 GeV（超環面儀器）或117-127 GeV（緊湊緲子線圈）质量范围以内,
，95%置信水平；另外，超環面儀器在質量范围125-126 GeV偵測到超額事件，統計顯著性為3.6個標準差，緊湊緲子線圈在質量范围124 GeV偵測到超額事件，統計顯著性為2.6個標準差。现在仍然需要蒐集更多实验数据，“是否发现”的官方确认至少还要等到2012年11月大型強子對撞機的下一次运作完成以後。蒐集到的實驗數據並不足以證實這些超額事件是否是歸因為背景漲落（即隨機際遇或其他原因）。由於統計顯著性並不夠大，尚無法做結論或甚至正式當作一個觀察事件。但是，兩個獨立實驗都在同樣質量附近檢測出超額事件，這事實使得粒子物理社團極其振奮。期望能夠在檢驗完畢2012年的碰撞數據之後，於明年年底排除或確認標準模型希子的存在。CMS團隊發言人吉多·桐迺立（Guido Tonelli）表示：「統計顯著性不夠大，無法做定論。直到今天為止，我們所看到的與背景漲落或與玻色子存在相符合。更仔細的分析與這精心打造的巨環在2012年所貢獻出的更多數據必定會給出一個答案。」。
2012年7月2日，超環面儀器實驗團隊發表2011年實驗數據分析，排除希子的質量在111.4-116.6 GeV、119.4-122.1 GeV、129.2-541 GeV以內，置信水平95%，又在質量126 GeV附近檢測出超額事件，統計顯著性為2.9個標準差。

### 發現新玻色子
| |
| 費曼圖展示，被緊湊緲子線圈偵測到的低質量（～125GeV）可能候選希子的最乾淨製成與衰變道。對於這質量，最主要製成機制是膠子融合──兩個膠子經由一個夸克圈融合成希子。 左圖是「雙光子道」：希子經由一個夸克圈衰變為兩個光子。 右圖是「四輕子道」：希子衰變為兩個Z玻色子，每一個Z玻色子又輕子衰變為一個輕子與一個反輕子（電子或緲子）。 對於這些衰變道所做的分析達到統計顯著性為5個標準差，若加上規範玻色子融合道，則分析達到統計顯著性為4.9個標準差。 |

2012年6月22日，歐洲核子研究組織發表聲明，將要召開專題討論會與新聞發布會，報告關於尋找希子的最新研究結果。不消一刻，謠言傳遍了新聞媒體，記者們與一些物理學者紛紛猜測歐洲核子研究組織是否會正式宣布證實希子存在。
7月4日，歐洲核子研究組織举行專題討論會与新闻发布会宣布，緊湊緲子線圈发现质量为125.3±0.6 GeV的新玻色子，标准差为4.9；超環面儀器发现质量为126.5GeV的新玻色子标准差为4.6。物理學者认为这两个粒子可能就是希子。歐洲核子研究組織的所长说：“从一个外行人的角度来说，我们已经发现希子了；但从一个内行人的角度来说，我们还需要更多的数据。”
一旦將其它種類的緊湊緲子線圈相互作用納入計算，這兩個實驗達到局部統計顯著性5個標準差──錯誤機率低於百萬分之一。在新闻发布之前很長一段時間，兩個團隊彼此之間不能互通訊息，這樣才能確保每一個團隊得到的結果不會受到另一個團隊的影響而發生任何偏差，這也可以讓兩個團隊各自獨立得到的研究結果可以彼此相互核對。
如此規格的證據，通過兩個被隔離團隊與實驗的獨立確定，已達到確定發現所需要的正式標準。歐洲核子研究組織的治學態度非常嚴謹，不願意引人非議；歐洲核子研究組織表明，新發現的粒子與希子相符，但是物理學者尚未明確地認定這粒子就是希子，仍舊需要更進一步蒐集與分析數據才能夠做定論。 換句話說，從實驗觀測顯示，新發現的玻色子可能是希子，很多物理學者都認為非常可能是希子，現在已經證實有一個新粒子存在，但仍舊需要更進一步研究這粒子，必需排除這粒子或許不是希子的任何可疑之處。
7月31日，歐洲核子研究組織的緊湊緲子線圈小組和超環面儀器小組分別提交了新的偵測結果的論文，將這種疑似希子的粒子的質量確定為緊湊緲子線圈的125.3 GeV（統計誤差：±0.4、系統誤差：±0.5、統計顯著性：5.8個標準差）和超環面儀器的126.0 GeV（統計誤差：±0.4、系統誤差：±0.4、統計顯著性：5.9個標準差）。
2013年3月14日，歐洲核子研究組織發佈新聞稿表示，先前探測到的新粒子是希子。

## 統計學術語
本篇文章使用到一些統計學術語。為了便利讀者了解這些術語，現特別加以解釋。:175-181
- 背景：在尋找新物理現像時，實驗者會將實驗結果與已成立理論的預期結果加以比較，這已成立理論的預期結果就是「背景」。假若，在實驗結果裏，某種事件實例的出現次數多過應該出現於背景的次數，則這可能就是找到新物理現像的證據。
- 置信水平：實驗結果在某值域內出現的機率稱為置信水平。[55]例如，假設X粒子的質量值域為大於114.4 GeV，置信水平95%，則做100次X粒子質量實驗，其中有95次會測量到其質量為大於114.4 GeV。
- 超額事件：假若，在實驗結果裏，某種事件的出現多過應該出現於背景的數量，則稱此為超額事件。經過仔細分析，假若超額事件的統計顯著性越高，則實驗者越能肯定這超額事件所代表的新物理現像不是隨機事件。
- 排除值域：假若，經過分析實驗結果顯示，某粒子的質量不太可能在某值域內，則可以排除在這質量值域內發現這粒子。這動作可以縮小粒子的存在範圍。當尋找尚未被發現的粒子時，排除值域是一種很優良的方法。

在常態分佈中，深藍區域是距平均值小於一個標準差之內的數值範圍，此範圍所佔比率為全部數值之68.2%；兩個標準差之內（深藍，藍）的比率合起來為95.4%；三個標準差之內（深藍，藍，淺藍）的比率合起來為99.7%。

- 標準差數量：做實驗獲得的數據與零假設之間的相異程度可以用標準差數量來量度，在這裡，單位是標準差。例如，在粒子物理學裏，可以設定零假設為不存在新粒子，假若實驗數據與零假設的理論結果，兩者之間出現顯著性差異，則可以推翻零假設，宣佈備擇假設成立──發現新粒子。通常，相異程度必須達到5個標準差，才算是「發現新粒子」。所以，假若實驗數據與零假設的理論結果，兩者之間的差異為5個標準差，則可以推翻零假設，宣佈發現新粒子。零假設的理論結果是只靠背景所造成的結果，而不是靠背景加新粒子物理所造成的結果。如右圖所示，假若相異程度能達到3個標準差（表示出現值得仔細檢驗的證據），則只靠背景來造成這結果的機率低於0.3%；假若相異程度能達到5個標準差，則只靠背景來造成這結果的機率低於百萬分之一，也就是說，靠背景加新粒子物理來造成這結果的機率非常高。

## 参見
- 希格斯機制
- 希格斯場
- 探尋希格斯玻色子時間軸
- 自發對稱性破缺